# ليفي جونستون
ليفي جونستون (بالإنجليزية: Levi Johnston)‏ هو عامل كهربائي وعارض أمريكي، ولد في 3 مايو 1990 في واسيلا في الولايات المتحدة.

## وصلات خارجية
- ليفي جونستون على موقع IMDb (الإنجليزية)